# 菅沼翔也
菅沼 翔也（すがぬま しょうや、1989年7月25日 - ）は、日本の俳優、歌手、タレント。愛知県岡崎市出身。身長170 cm、体重58 kg、血液型O型。ホーボーズ所属。

## 来歴
名古屋大学医学部保健学科在学中からタレント活動を開始し、2011年4月から2012年3月まで中京テレビのバラエティ番組『サタメン!!!』に春ボーイズの一人として出演。
2011年7月から2012年3月まで同じく春ボーイズの鈴木政暢とともにダンス&ボーカルユニット「SSS」として活動した。
2012年3月、大学を卒業。これと前後して名古屋おもてなし武将隊のオーディションに挑戦し、2代目豊臣秀吉に合格。2015年3月まで約3年間務めた。その間にもテレビドラマや舞台に出演。
名古屋おもてなし武将隊を卒業後は音楽活動も再開し、2015年12月にファーストアルバム『Extra Hot』をリリースしている。

## 出演

### テレビドラマ
- そんなこんなで女は走る（2013年3月17日、東海テレビ）
- 信長の来る部屋（2014年1月4日、メ〜テレ）[5][6]
- マザーズ2015 17歳の実母（2015年12月19日、中京テレビ）
- 名古屋行き最終列車 「音鉄の女」（2017年2月、メ〜テレ） - 唐沢 役
- 名駅1丁目1番1号 〜人と、幸せを、つなぐ場所。〜（2017年5月13日、メ〜テレ） - 森弘幸 役

### ラジオドラマ
- FMシアター（NHK-FM）
  - 『お茶からはじまる物語』（2025年5月31日）[7] - 水島 役

### テレビ
- サタメン!!!（2011年4月 - 2012年3月、中京テレビ）
- おもてなし隊なごや（2012年5月 - 2015年3月、メ〜テレ）[6]
- SKE48の火曜アルバイト劇場（2014年11月26日、CBCテレビ）
- 工場へ行こう PARTII AMAZING FACTORY（2016年 - 、テレビ愛知）[8]

### ラジオ
- 0時のつぶやき 水曜日第2部（2012年10月 - 2013年9月、CBCラジオ）[6]
- CBCラジオ虎の穴 月-木曜日（2013年9月 - 2014年3月、CBCラジオ）[6]
- 名古屋おもてなし武将隊 戦国音絵巻（2014年3月 - 2015年3月、CBCラジオ）[6]
- Covers all Music （2024年10月、Pitch FM）

### 舞台
- 鍵（2013年10月、テレピアホール）[9][10]
- 絆 2014（2014年3月、テレピアホール）[6]
- trust（2014年9月、名古屋市北文化小劇場）[11]
- 絆 2015（2015年3月、テレピアホール）[6]
- The CALVARY-義賊・五右衛門異伝-（2015年7月、新宿村LIVE）[12]
- William Shakespeare十二夜（2015年9月、栄能楽堂）[13]
- コウの花嫁（2016年8月、名古屋市千種文化小劇場）[14][15]
- ひかりとかげ（2024年11月、メニコン シアターAoi）[16]
- パコ〜from ガマ王子vsザリガニ魔人（2025年2月、メニコン シアターAoi）[17]